# Таа II
Таа II Секененра или Тао /Seqenenre Tao, Taa, или Seqenera Djehuty-aa/, наричан Храбрия, е фараон от тиванската Седемнадесета династия на Древен Египет, управлявала в Горен Египет по време на Втория преходен период. Управлява само около две до четири години между 1560 или 1558 г. пр.н.е.

## Произход и управление
Секененра Таа е син и наследник на фараон Сенахтенра Ахмос (Таа I, или Таа Стари), когото наследява като фараон на Горен Египет в Тива.
Според преданието вражеския хиксоски цар на Долен Египет, Апофис, пратил на фараона предизвикателно изискване той да махне от столицата си хипопотамите, под ироничния предлог че смущавали неговия сън с рева си. Таа II провежда поход срещу хиксосите, при който вероятно загива.

## Мумията на Таа
Египтолозите, които изследват мумията на Таа, откриват върху главата поне пет рани нанесени от различни оръжия. Допуска се, че може да е убит или от пратени убийци или да е бил заловен и ритуално екзекутиран от хиксоския цар. Тялото му е било мумифицирано набързо без да е изваден мозъка, каквато е била обичайната практика.

## Галерия
- Главата от мумията на Таа
- Пособия за писане, принадлежали на Таа, Лувъра